# ماجرتين

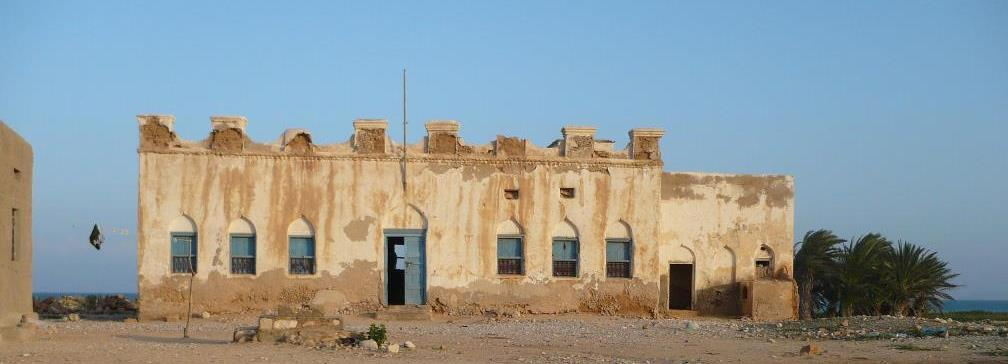

قبيلة المجرتين هي من أكبر قبائل الصومال وإحدى عشائر قبيلة الدارود.
السلطنة من ماجرتين لعبت دورا مهما في ما قبل وبعد الحقبة الاستعماريه، أسست القبيلة عدة ممالك مشهورة (مجيرتينيا - وهوبيو-ووامو) استمرت حتى عام 1890 وينتمي لها 2 من رؤساء الصومال من اصل 8 تعاقبوا على حكم الصومال منذ عهد الاستقلال. وقد أنتجت هذه العشائر زعماء وقواد حروب والرئيسين وثلاثة رئس الوزراء منذ عام 1960 - 2009
وقد نبغ منها اشجع قادة امثال (الزعيم القائد عمر فارح) قائد القوات (سلطنة هبيوالشهيرة) من قبيلة حسين تلاريرالاصيلة -وأشهر شعراء الصومال كما ينتمي إليها عدد من شعراء الصوماليون باللغة العربية ومنهم الشاعر علي الحاج عبد الرحمن (علي محيرتين) الذي يقول في قصيدة له
ترجع القبيلة بنسبها إلى محمد بن هرتي بن كومبه بن عبد الله بن عبد الرحمن بن إسماعيل بن عبد الصمد بن علي.

## شخصيات بارزة
- الجنرال محمد سعيد حرسي، قائد القوات المسلحة ووزير الدفاع السابق في جمهورية الصومال الديمقراطية قبل الحرب الاهلية.
- آدم محمد علي، وزير التعليم العالي السابق وعضو في البرلمان الفيدرالي الانتقالي.
- العقيد عبد الله يوسف أحمد، الرئيس الصومالي الأسبق في الفتره ما بين 2004 و2008 وأحد قادة الجيش الصومالي في عهد الرئيس محمد سياد بري والذي اجتاح إثيوبيا حتى وصل إلى مشارف عاصمتها أديس أبابا.
- حسن أبشير فارح، عمدة مقديشو السابق، والسفير الصومالي لدى اليابان وألمانيا، ثم رئيس وزراء الحكومة الاتحادية الانتقالية المُشكّلة في عرته بجيبوتي.
- محمود موسي حرسي، الرئيس السابق لولاية بونتلاند.
- عبد الرزاق حاج حسين، رئيس الوزراء الصومالي الأسبق.
- حرسي مجن عيسي، باحث.
- جامع علي جامع، عقيد في الجيش الصومالي ورئيس سابق لولاية بونتلاند.